# Tim Schafer
Timothy Schafer (26 de julio de 1967) es un diseñador de videojuegos estadounidense. Fundó la empresa Double Fine Productions en enero de 2000, después de una década en LucasArts. Schafer es más conocido en la industria de los videojuegos por sus tramas interesantes. Ha participado en el desarrollo de videojuegos para PC y, más recientemente, también para PlayStation 3 y Xbox 360.

## Biografía
Tim Schafer a lo largo de los años siempre se ha distinguido por sus historias muy bien contadas, con un destacado desarrollo de sus personajes y que siempre las ha rodeado de su inconfundible toque humorístico. Tras un paso triunfal y muy fructífero por la legendaria compañía LucasArts, Schafer pasaría a formar su propio estudio, Double Fine, en el que ha continuado su destacada labor al momento de presentarnos argumentos refrescantes, con protagonistas muy originales y que lo han posicionado como uno de los grandes creativos dentro de la producción de videojuegos.
La fascinación de Tim Schafer comenzaría desde su infancia, pues tuvo la invaluable oportunidad de probar extensivamente las primeras consolas de videojuegos como la Magnavox Odyssey o la Atari 2600. Poco a poco su interés en estas extrañas creaciones electrónicas iría creciendo, por lo que en su adolescencia comenzó a realizar sus propios desarrollos, lo que le permitió entender un poco más sobre el funcionamiento y el potencial de este tipo de entretenimiento interactivo.
Siguiendo esta afición que había iniciado tempranamente, inicia sus estudios sobre ciencias computacionales en la Universidad de Berkeley. Durante esta etapa se uniría a la compañía Lucasfilm Games, que luego pasaría a llamarse LucasArts. La historia de cómo consiguió el puesto es bastante peculiar, pues para lograr su ingreso se valió de una carta a manera de cómic que contaba su historia como aplicante a la vacante, dibujado al estilo de las aventuras de texto tan populares en aquella época. Este golpe de genialidad le valió ser considerado y contratado.
Su primer trabajo dentro de la industria fue como tester del juego de 1989 Indiana Jones and the Last Crusade, a lo que le seguiría su rol como asistente en el desarrollo de la versión para NES del juego Maniac Mansion, uno de los primeros éxitos de LucasArts. Tras estos primeros pasos obtendría su primera tarea de importancia, al ser asignado como escritor y desarrollador de la aventura gráfica The Secret of Monkey Island, presentada en sociedad en 1990 y que dejaría en evidencia el gran don de Schafer para escribir diálogos inteligentes y humorísticos. Junto con su compañero de labores, Dave Grossman, le darían un giro radical a la historia del aspirante a pirata Guybrush Threepwood, a la vez que delineaban una de las creaciones más aclamadas de LucasArts. Al año siguiente, el mismo equipo se volvería a unir para desarrollar su secuela Monkey Island 2: LeChuck’s Revenge.
Una vez que sus empleadores se dieron cuenta del potencial de Schafer, le encargarían su primer trabajo como líder de proyecto. Y la apuesta de LucasArts fue arriesgada pues le encomendaron la secuela de uno de sus primeros éxitos como fue Maniac Mansion. Nuevamente se unió a su compinche Dave Grossman para juntos diseñar lo que sería Day of the Tentacle, una aventura gráfica que superó ampliamente a su antecesor y que nuevamente fue objeto de excelentes críticas.
El siguiente paso en la carrera de Schafer sería su primer proyecto en solitario, que vería la luz en 1995 y que se bautizaría bajo el nombre de Full Throttle. El juego se desarrolla en un futuro distópico, mientras nos cuenta la historia de Ben, el líder de una pandilla de motociclistas. El título nuevamente cosechó halagos por lo que en 1998 publicaría uno de sus proyectos más ambiciosos y más aclamados: la aventura gráfica noir basada en iconos populares y religiosos de la cultura azteca, Grim Fandango. El juego a su vez implicó un marcado salto tecnológico desde los mundos bidimensionales de sus trabajos anteriores, para adentrarse de lleno en las 3D. Si bien Grim Fandango fue recibido con aplausos entre la prensa especializada, sus ventas fueron más bien discretas, evidenciando el declive que experimentaba dicho género.
Dejando atrás el esplendor de la época dorada de las aventuras gráficas, finalmente LucasArts encargó a Schafer el desarrollo de un nuevo juego de acción y aventura, que lamentablemente nunca llegó a producirse. Tras este fracaso, en el año 2000 decide dejar definitivamente la compañía para fundar su propio estudio conocido como Double Fine Productions. Le tomaría un total de cinco años el construir su próxima obra, Psychonauts, un juego primordialmente de plataformas y que se desenvolvía alrededor de su protagonista Raz y sus habilidades psíquicas. Al igual que ocurrió con su anterior creación, el juego se ganó grandes críticas por parte de los especialistas, pero nuevamente falló en su intento de convertirse en un éxito comercial.
Para 2009 Schafer y su equipo lanzarían su siguiente producción, Brutal Legend. Retomando ciertos elementos ya explorados en Full Throttle, Double Fine exploraba el imaginario del heavy metal, recogiendo sus principales raíces y reinterpretándolas para desarrollar un juego de acción, aventura y estrategia cuyo guion y escenarios beben directamente de la influencia de dicho género musical. Luego de varios intentos infructuosos, finalmente el título contaría con un mayor respaldo por parte del público, dando un espaldarazo a Double Fine, que inteligentemente usó una correcta estrategia de mercadeo para posicionar al juego.
Inmediatamente después se habló de la posibilidad de una secuela de Brutal Legend, aunque en 2010, EA decide cancelar definitivamente el proyecto. Luego de este traspié Tim Schafer se ha decantado por desarrollar títulos más pequeños aunque igual de interesantes y bien escritos y argumentados, entre los que destacan Costume Quest y Stacking. Por último, en semanas recientes lanzó una iniciativa a través del sitio web de emprendimiento Kickstarter.com para recoger fondos para una nueva aventura gráfica. Dicha decisión obtuvo rápidamente el respaldo mayoritario, pues hasta el momento ha recaudado más de dos millones de dólares, por lo que Double Fine ya cuenta con el financiamiento necesario para su próximo desarrollo, que por ahora, es un misterio.
A comienzos de 2013 lanzó en Steam y las plataformas digitales de PS3 y 360 "The Cave", un nuevo juego que mezclaba los géneros de la aventura gráfica y los plataformas, con posibilidad de cooperativo local para hasta 3 jugadores. El juego, producido con la inestimable ayuda de su ex-compañero en Lucas Arts, Ron Gilbert, volvió a cosechar buenas críticas.
En 2015 fue ganador del Premio Vanguardia del Fun & Serious Game Festival, gala que tuvo lugar en la ciudad española de Bilbao.
Schafer es una figura con una gran experiencia dentro de la industria, que a lo largo de los años nos ha demostrado ser uno de los mejores contadores de historias. Creando argumentos envolventes, complejos y llenos de humor, ha sabido dar vida a grandes personajes que se han encargado de darle la relevancia que se merece a las historias que encontramos en un videojuego. Quizás el mayor legado y la mayor lección que nos ha dejado es que una obra electrónica interactiva puede ser el vehículo perfecto para sumergirnos en una historia vibrante y llena de matices.

## Juegos
- 1990 - Maniac Mansion (conversión a NES), programador de herramientas, SCUMM (LucasArts)
- 1990 - The Secret of Monkey Island, coescritor, programador, diseñador colaborador (LucasArts)
- 1991 - Monkey Island 2: LeChuck's Revenge, coescritor, programador, diseñador colaborador (LucasArts)
- 1993 - Maniac Mansion 2: Day of the Tentacle, codiseñador, coproductor, codirector, coescritor (LucasArts)
- 1995 - Full Throttle, líder del proyecto, escritor, diseñador (LucasArts)
- 1998 - Grim Fandango, líder del proyecto, escritor, diseñador (LucasArts)
- 2005 - Psychonauts, director creativo, coescritor, diseñador (Double Fine, Majesco)
- 2009 - Brütal Legend, director creativo, coescritor, diseñador (Double Fine, Electronic Arts)
- 2010 - Costume Quest, director creativo, escritor (Double Fine, THQ)
- 2011 - Stacking (Double Fine, THQ)
- 2011 - Trenched (Double Fine, Microsoft Studios)
- 2011 - Sesame Street: Once Upon a Monster (Double Fine, Warner Bros. Interactive Entertainment)
- 2012 - Double Fine Happy Action Theater (Double Fine, Microsoft Studios)
- 2014 - Broken Age, director y escritor (Double Fine)
- 2021 - Psychonauts 2, director (Double Fine)
- 2022 - Tomb Dust, director (Double Fine)